# Japans herrlandslag i volleyboll
Japans herrlandslag i volleyboll representerar Japan i volleyboll på herrsidan. Laget tog brons i världsmästerskapet 1970 och 1974. samt blev olympiska mästare 1972.
Uppställning VNL 2024:
Coach: Phillipe Blain
| Nummer | Namn               | Postion       | Längd (cm) | Klubb (23/24)          |
| ------ | ------------------ | ------------- | ---------- | ---------------------- |
| 2      | Taishi Onodera     | Center        | 200        | Suntory Sunbirds       |
| 4      | Kento Miyaura      | Högerspiker   | 190        | Paris Volley           |
| 5      | Tatsunori Otsuka   | Vänsterspiker | 194        | Panasonic Panthers     |
| 6      | Akihiro Yamauchi   | Center        | 204        | Panasonic Panthers     |
| 8      | Masahiro Sekita    | Passare       | 175        | JTEKT Stings           |
| 10     | Kentaro Takahashi  | Center        | 202        | Toray Arrows           |
| 11     | Shoma Tomita       | Vänsterspiker | 190        | Toray Arrows           |
| 12     | Ran Takahashi      | Vänsterspiker | 188        | Mint Vero Volley Monza |
| 13     | Tomohiro Ogawa     | Libero        | 176        | Wolfdogs Nagoya        |
| 14     | Yuki Ishikawa      | Vänsterspiker | 191        | Allianz Milano         |
| 18     | Hiroto Nishiyama   | Högerspiker   | 193        | Panasonic Panthers     |
| 20     | Tomohiro Yamamoto  | Libero        | 171        | Panasonic Panthers     |
| 21     | Motoki Eiro        | Passare       | 192        | Wolfdogs Nagoya        |
| 28     | Larry Ebadedan-Dan | Center        | 195        | Panasonic Panthers     |

### Fotnoter
1. ↑  Todor Krastev (21 mars 1970). ”Men Volleyball VII World Championship 1970 Sofia (BUL) - 20.09-02.10 - Winner East Germany” (på engelska). Sport Statistics. Arkiverad från originalet den 16 november 2015. https://web.archive.org/web/20151116062117/http://todor66.com/volleyball/World/Men_1970.html. Läst 26 juni 2015.
2. ↑  Todor Krastev (21 mars 1974). ”Men Volleyball VIII World Championship 1974 Mexico City (MEX) - 12-28.10 - Winner Poland” (på engelska). Sport Statistics. Arkiverad från originalet den 16 november 2015. https://web.archive.org/web/20151116062009/http://todor66.com/volleyball/World/Men_1974.html. Läst 26 juni 2015.
3. ↑  Todor Krastev (21 mars 1972). ”Men Volleyball XX Olympic Games 1972 Munchen (FRG) 1972 - 27.08-09.09 Winner Japan” (på engelska). Sport Statistics. Arkiverad från originalet den 9 juni 2015. https://web.archive.org/web/20150609065735/http://www.todor66.com/volleyball/Olympics/Men_1972.html. Läst 26 juni 2015.
4. ↑  volleyballworld.com. ”Japan VNL 2024” (på engelska). volleyballworld.com. https://en.volleyballworld.com/volleyball/competitions/volleyball-nations-league/teams/men/5828/players/. Läst 1 maj 2024.